# Diasemocera petrolei
Diasemocera petrolei – gatunek muchówki z rodziny wodarkowatych (Ephydridae). Pierwotnie zaliczony do rodzaju Psilopa, później przeniesiony do Helaeomyia, obecnie znajduje się w Diasemocera.

## Opis
Imagines osiągają około 5 mm długości. Ciało czarne, porośnięte włoskami. Skrzydła przezroczyste. Jedynie ich przednie krawędzie przyciemnione. Przezmianki żółtawe z białą główką. Odnóża w pełni czarne. Silnie owłosione oczy u obu płci rozdzielone są szerokim czołem. Policzki szarawe. Czułki czarne; trzeci człon nieznacznie dłuższy od drugiego.

## Biologia
Ekstremofil. Larwy rozwijają się w złożach asfaltu i ropy, przemierzając je w poszukiwaniu pożywienia w postaci tonących w smole owadów. Potrafią w pełni zanurzać się w cieczy, jednak zazwyczaj przebywają na jej powierzchni lub zaraz pod nią, pobierając wtedy powietrze przez syfon. Przyjmując pokarm, larwy mimowolnie wchłaniają duże ilości ropy i asfaltu, o czym świadczy czarny kolor przewodu pokarmowego, który widoczny jest przez przezroczyste ciało owada. Substancja nie stanowi dla zwierząt żadnego zagrożenia. Co więcej, znajdując się poza nią, larwa szybko słabnie i wkrótce umiera. Opuszczają smołę jedynie w celu przeobrażenia się w imago. Dojrzałe osobniki pozostają w pobliżu ropy. Ich stopy są lipofobowe, co pozwala im na przemieszczanie się po cieczy.

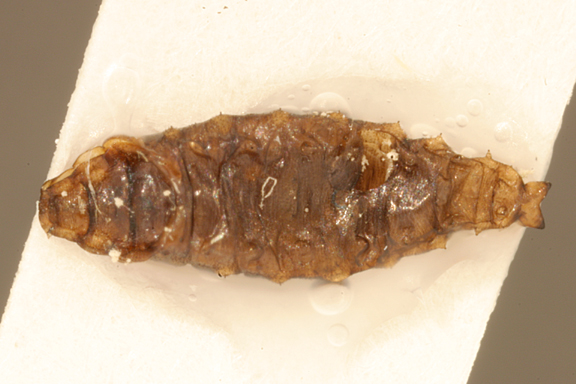
Poczwarka

## Występowanie
Na tę chwilę obecność Diasemocera petrolei stwierdzono wyłącznie w południowozachodniej części stanu Kalifornia, USA. Po raz pierwszy gatunek został opisany na podstawie osobników zebranych na terenie La Brea Tar Pits w Los Angeles. Stanowiska odkryto również w okolicach miasta Goleta oraz Ojai.

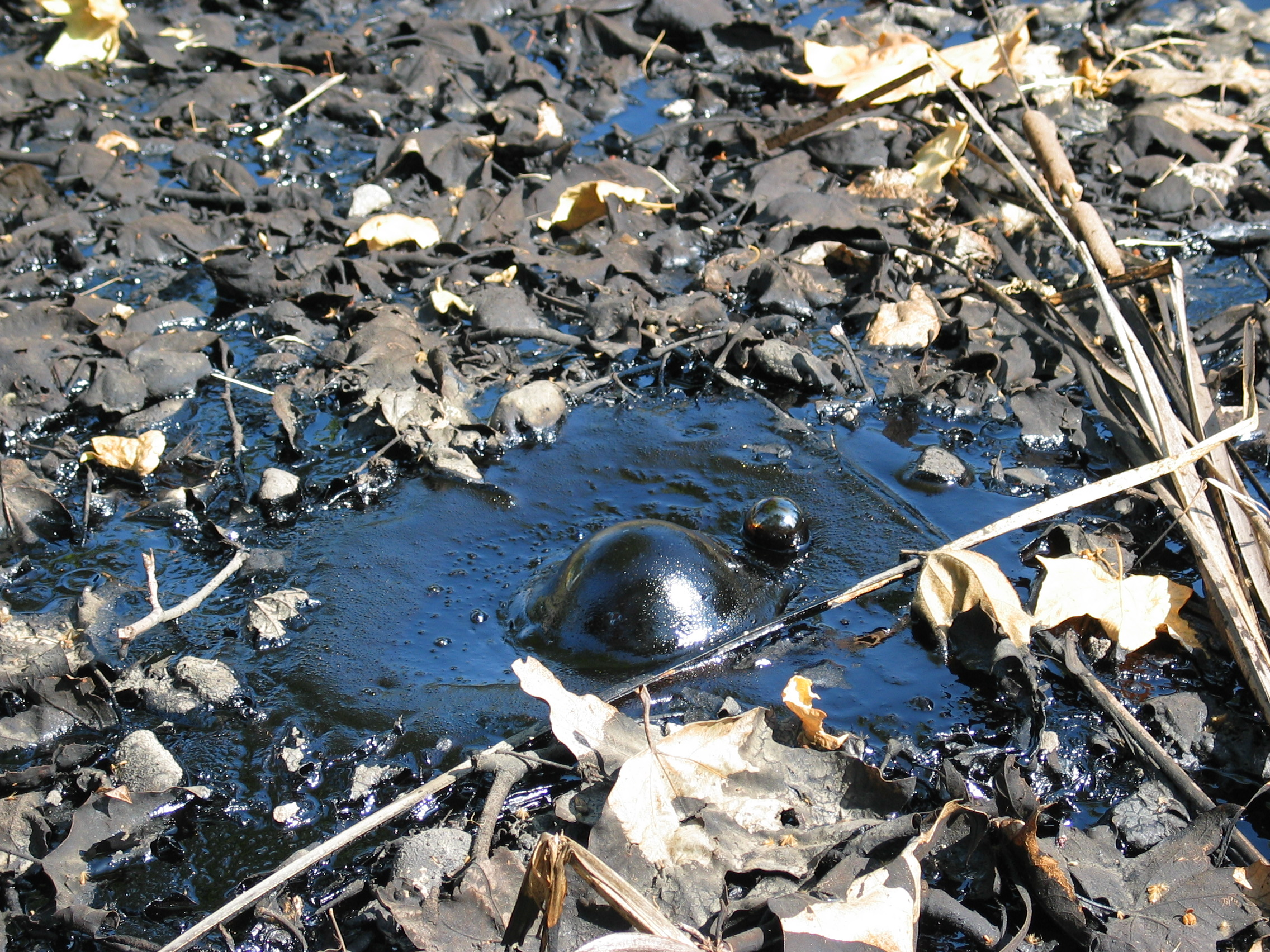
Naturalne środowisko występowania Diasemocera petrolei - jeziorko asfaltowe w La Brea Tar Pits